# 第三波高速公路
第三波高速公路，是中華民國新十大建設中的其中一項計畫，2003年11月由游錫堃內閣推動，並於2005年6月經立法院通過相關預算。

## 內容
- 國道四號豐原－大坑段：原台中生活圈五號道路，後來改變路線於潭子銜接台74線，已竣工
- 國道五號蘇澳－花蓮段（蘇花高速公路）：由北至南目前以「國道5號銜接蘇花改公路計畫」、蘇花改計畫、蘇花安計畫等三項工程計畫取代
- 國道六號霧峰－埔里段（已竣工）以及埔里－花蓮段（計畫擱置）
- 國道七號（高雄港東側聯外高速公路）小港－仁武段：工程進行中
- 國道八號銜接西濱公路（臺江大道）：已竣工
- 芝投公路：計畫擱置
- 東西向快速道路八里新店線（台64線）八里－五股段：已竣工
- 台北縣特二號快速道路（台65線）：已竣工
- 台中生活圈四號道路大坑－霧峰段：改為台74線大里連絡道，已竣工

## 外部連結
- 行政院經建會